# Missão Cupido
Missão Cupido é um filme de comédia romântica brasileiro, dirigido por Rodrigo Bittencourt, a partir de um roteiro do mesmo em parceria com André Pellegrino e João Santanna. O filme é estrelado por Isabella Santoni, Lucas Salles, Agatha Moreira, Victor Lamoglia, Thaís Belchior, Gabriel Azevedo e Rafael Infante. Foi lançado em 10 de junho de 2021 nos cinemas.

## Sinopse
Miguel (Lucas Salles) é um anjo da guarda muito desastrado e sem muita vocação para o ofício. Ele é designado para a missão de cuidar da vida de Rita (Isabella Santoni). Quando ele é intimado por Deus em pessoa, precisa voltar à Terra para tentar corrigir as coisas e garantir que Rita encontre um amor.

## Elenco
- Isabella Santoni como Rita Fenner
- Lucas Salles como Miguel Bittencourt
- Agatha Moreira como Morte
- Victor Lamoglia como Rafael
- Thaís Belchior como Carol
- Gabriel Azevedo como Marco Aurélio
- Rafael Infante como Presidente (Deus)
- Guta Stresser como Dona Marlene
- Kiko Mascarenhas como Pai de Miguel
- Daniel Curin como Querubin
- Daniel Belmonte como frentista
- Marcos Pieri como frentista
- Miguel Thiré como pedestre

## Produção
O filme foi produzido por Clélia Bessa, produtora da empresa Raccord. Foi rodado na cidade de Nova Friburgo e também teve locações nos arredores do Rio de Janeiro. As filmagens tiveram início a partir de 16 de outubro de 2017. Missão Cupido foi coproduzido pela Paramount Pictures e distribuído pela H2O Filmes.

## Lançamento
O filme estreou nos cinemas a partir de 10 de junho de 2021, véspera do Dia dos Namorados, depois de sua estreia ser adiada algumas vezes. Inicialmente, a previsão de estreia era para abril de 2020, porém a pandemia de COVID-19 acabou atrasando o lançamento. Em seguida, o filme chegou a plataforma de streaming da Rede Telecine, bem como também começou a ser exibido em seus canais de televisão por assinatura.

## Recepção
O filme teve uma recepção, em geral, mista por parte dos críticos de cinema. No site IMDb, o filme possui uma média de 7.6 / 10 com base em 29 avaliações. O crítico Denis Le Senechal Klimiuc escreveu para o site Cinema com Rapadura que "apesar de deixar algumas pontas soltas no caminho, sobretudo acerca das motivações de Rita sobre sua disposição em não aceitar seu destino ou a ajuda celestial, o filme oferece a oportunidade de se abraçar uma premissa diferente e a expectativa de tornar isso uma regra, não uma exceção à regra." Marcelo Muller, do site Papo de Cinema, fez duras críticas ao roteiro do filme, o classificando como "consecução de esquetes sem intensidade".